# Bazoques
Bazoques ist eine französische Gemeinde mit 140 Einwohnern (Stand 1. Januar 2022) im Département Eure in der Region Normandie.

## Geografie
Bazoques liegt in der Landschaft Lieuvin, 46 Kilometer südöstlich von Le Havre, etwa zehn Kilometer nördlich von Bernay, dem Sitz der Unterpräfektur des Arrondissements, und etwa acht Kilometer nordöstlich von Thiberville, auf einer mittleren Höhe von 176 Metern über dem Meeresspiegel. Die Ortschaft ist von den Nachbargemeinden Le Favril, Le Theil-Nolent, Boissy-Lamberville, Morsan und Giverville umgeben. Das Gemeindegebiet hat eine Fläche von 6,9 Quadratkilometern. Durch den Ortskern von Bazoques führt die Départementsstraße D834 von Bernay nach Pont-Audemer.
Bazoques ist einer Klimazone des Typs Cfb (nach Köppen und Geiger) zugeordnet: Warmgemäßigtes Regenklima (C), vollfeucht (f), wärmster Monat unter 22 °C, mindestens vier Monate über 10 °C (b). Es herrscht Seeklima mit gemäßigtem Sommer.

## Geschichte
Bazoques lag an einer Nebenstraße der Römerstraße von Lisieux (Noviomagus) nach Brionne (Breviodurum), die über Bazoques, Morsan und Brétigny nach Pont-Authou führte. Der Ortsname entstand in der Merowingerzeit aus dem lateinischen Wort basilicae und bedeutet ‚Kirchen‘. Erstmals urkundlich erwähnt wurde der Ortsname als Basoches 1246 im Kopialbuch der Kommende Saint-Étienne de Renneville in Sainte-Colombe-la-Commanderie. 1350 taucht er als Basoquiae im Urbar des Bistums Lisieux auf. Südöstlich des Ortskerns in der Nähe der ehemaligen Römerstraße im lieu-dit (‚Ort der genannt wird..‘) la Butte-Chausée gibt es Spuren einer mittelalterlichen Motte.

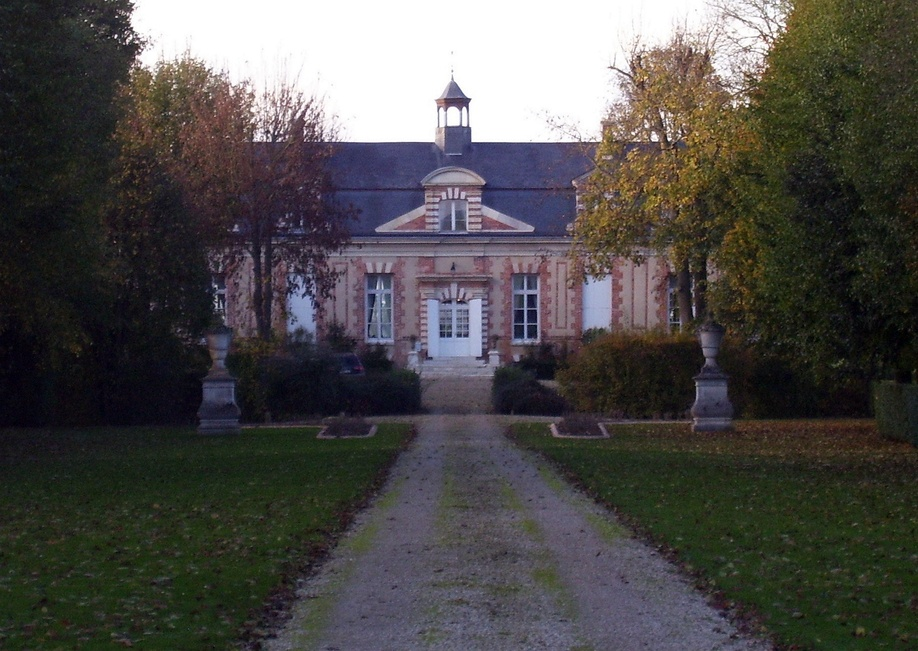
Schloss Caudecotte

Bazoques hatte vier bedeutende Lehen: Le Bosc-Guéret, Caudecotte, Val-Ricard und Vastine. Le Bosc-Guéret gehörte noch im 19. Jahrhundert der Familie Duval de Bosc-Guéret, die auch den Maire (‚Bürgermeister‘) der Gemeinde stellte. Val-Ricard gehört erst seit 1869 ganz zu Bazoques, vorher war es zwischen Folleville und Bazoques aufgeteilt. Vastine wurde 1191 erstmals urkundlich erwähnt. Zu Beginn des 18. Jahrhunderts gehörte es der Familie Cordoüen, 1784 Georges François Hardy de Boisdavid, einem Beamten am Rechnungshof der Normandie in Rouen.
Ab dem 12. Jahrhundert unterstand Bazoques und das Kirchenpatronat von Bazoques dem Seigneur von Caudecotte. 1180 wurde Richard de Caldecote in Calida Tunica (lateinisch für ‚warme Tunika‘) urkundlich erwähnt. Robert de Caudecote, wahrscheinlich Richards Sohn, bürgte 1189 für Guillaume de Plasnes. 1209 war er zusätzlich Seigneur von Sémerville. 1246 verzichtete Pierre de Caudecôte auf das Kirchenpatronat und übergab es dem Bistum Lisieux. Im Jahr 1360 fand bei Caudecotte eine Schlacht des Hundertjährigen Kriegs (1337–1453) statt, bei der die Franzosen aufgrund der Übermacht der Engländer geschlagen wurden. 1469 gelangte Caudecotte durch Heirat in den Besitz der Familie de Clinchamp. Zu jener Zeit unterstand der Seigneur von Caudecotte dem Comte von Beaumont-le-Roger. Im 16. Jahrhundert gelangten Caudecotte und Bazoques abermals durch Heirat in den Besitz der Familie de Livet, den Markgrafen von Barville. Gegen Ende des 17. Jahrhunderts wohnte Jacques de Livet, marquis de Barville, in seinem Schloss in Caudecotte und auch sein Nachfahre Louis-François de Livet (um 1720–1793/94) wohnte dort.
Der Spanische Erbfolgekrieg (1701–1714) betraf die Gemeinde nur indirekt. Ludwig XIV. brauchte neue Rekruten. Die Rekruten im Alter von 28 bis 35 Jahren meldeten sich freiwillig oder wurden von den Provinzen und Généralités durch das Los ausgewählt. Sie mussten einen Wehrdienst von drei Jahren ableisten, erhielten einen Sold von vier Sou pro Tag und waren nach den drei Jahren für fünf Jahre von Steuern befreit. Der König verlangte auch von den Adeligen, dass sie sich freiwillig meldeten. In Bazoques folgten Pierre de Vauquelin und mehrere Mitglieder der Familie Le Velain dem Aufruf.

### Französische Revolution und 19. Jahrhundert
1793 erhielt Bazoques im Zuge der Französischen Revolution (1789–1799) unter dem Namen Basoques den Status einer Gemeinde. Am 13. Messidor des Jahres II (1. Juli 1794) gründeten einige Einwohner von Bazoques einen Politischen Klub. Außerdem gab es in Bazoques ein örtliches Comité de surveillance révolutionnaire (‚Komitee der revolutionären Überwachung‘), das das Mobiliar der Kirche verkaufte und den Altar zertrümmerte. Das Komitee unterstand dem Agent national des Distrikts, der wiederum ein Beamter des Wohlfahrtsausschusses war. Die Kirche wurde in einen Temple de la Raison (‚Tempel der Vernunft‘) umgewandelt und zur Anbetung des höchsten Wesens genutzt. Die Refractaires, die Widerständler, die sich nicht an die Zivilverfassung des Klerus halten wollten, trafen sich in der Schlosskapelle Caudecotte.
Das Comité de surveillance révolutionnaire verzeichnete besonders zur Erntezeit eine nur geringe Beteiligung der Bürger an den Feiern des Dekadenkults. Einwohner, die nicht zu den Veranstaltungen erschienen, wurden daraufhin zur Zahlung einer Geldbuße oder anderen Strafen verurteilt, die im Ermessen des Komitees lagen. Eine Bürgerin wurde als Lehrerin eingestellt um den Kindern „Vernunft und Wahrheit“ nahezubringen. Sie lehrte die Inhalte der Menschenrechte und brachte den Kindern lesen und schreiben bei. Der Unterricht fand im Temple de la Raison statt. Am 2. Pluviôse des Jahres III (21. Januar 1795) feierte die Gemeinde den Jahrestag der „gerechten Bestrafung des letzten Königs der Franzosen“. In der Nacht zum 4. Germinal des Jahres III (24. März 1795) sägte jemand heimlich den Freiheitsbaum ab. Der Widerstand der Bevölkerung wuchs und am 8. Prairial des Jahres III (27. Mai 1795) beklagte sich das Comité de surveillance révolutionnaire darüber, dass die Einwohner es des Terrorismus beschuldigt hatten.
1801 erhielt Bazoques durch die Verwaltungsreform in der Regierungszeit Napoleon Bonapartes (1769–1821) unter dem heutigen Namen das Recht auf kommunale Selbstverwaltung.
Am 31. Januar 1814 wurden in Bazoques drei Pferdewagen mit jeweils vier Pferden, ein Bett mit Matratze, Betttuch, Kopfkissen, sechs Hemden, einer Bettdecke, 600 Pfund Getreide und zwei Rinder für die Befreiungskriege requiriert. Am 6. Februar wurden nochmals 32 Pferde, 52 Kühe, Stroh und ein Pferdewagen beschlagnahmt. Außerdem mussten zwei Dorfbewohner den Wagen nach Lisieux fahren. Im August 1815 war die Gemeinde von preußischen Truppen besetzt. Im Januar und Februar 1871 wurde Bazoques erneut durch die preußische Armee besetzt. Diesmal im Zuge des Deutsch-Französischen Kriegs. Das Schloss Caudecotte wurde angezündet, die Schäden beliefen sich auf eine Summe von zehntausend Francs. Die Preußen requirierten außerdem in den Gemeinden Bazoques, Boissy-Lamberville, Le Theil-Nolent und Thiberville Waren im Wert von über zehntausend Francs, so dass der Gesamtschaden in Bazoques 21.157,65 Francs betrug.

### Erster und Zweiter Weltkrieg
Im Ersten Weltkrieg wurde die Gemeinde nur indirekt betroffen. Es fanden im ganzen Kanton keinerlei Kampfhandlungen statt. Aber Soldaten aus Bazoques fielen und hinterließen trauernde Familien.
Im Zweiten Weltkrieg wurde Bazoques und der ganze Kanton 1940 von deutschen Truppen besetzt und am 23. August 1944 von den Kanadischen Streitkräften nach heftigen Kämpfen in Saint-Germain-la-Campagne befreit.

### Bevölkerungsentwicklung
| Jahr                       | 1962 | 1968 | 1975 | 1982 | 1990 | 1999 | 2010 | 2020 |
| Einwohner                  | 187  | 180  | 134  | 127  | 122  | 136  | 169  | 143  |
| Quellen: Cassini und INSEE |      |      |      |      |      |      |      |      |

## Kultur und Sehenswürdigkeiten
Das Schloss Caudecotte, auch Caudecôte oder Caudecote genannt, steht nördlich des Ortskerns. An die ursprüngliche mittelalterliche Burg erinnert nur noch der Burggraben. Im 17. Jahrhundert wurde auf den Fundamenten der zerstörten Burg ein Schloss gebaut. 1871 wurde das Schloss niedergebrannt und verkauft. Der neue Besitzer ließ es unter Verwendung der noch erhaltenen Teile erneuern. Die Mühle von Bazoques gehörte dem Marquis von Barville, der im Schloss Caudecotte wohnte. 1781 wurde die Mühle durch Blitzeinschlag zerstört. Die seigneuriale Kapelle ist nicht erhalten.

### Kirche Saint-Martin

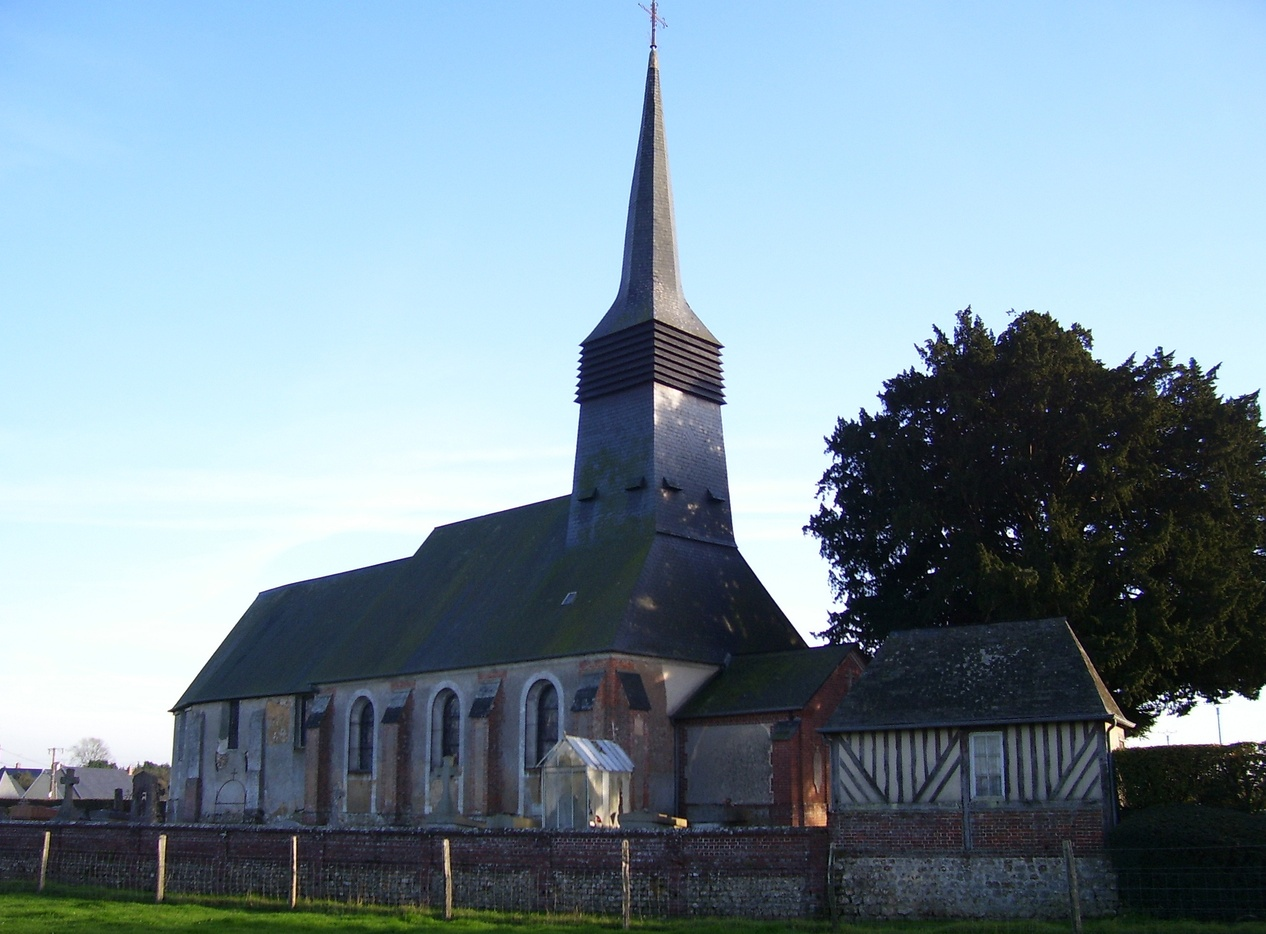
Die Kirche Saint-Martin

Schutzpatron der im 12. Jahrhundert erbauten Pfarrkirche Saint-Martin ist Martin von Tours. Das ist häufig bei Kirchen der Fall, die an alten Römerstraßen stehen. Martin von Tours gilt als einer der „Apostel der Gallier“. Teile der Südfassade, des ursprünglichen Gebäudes sind erhalten, mit einer gewölbten Türöffnung, die heute allerdings zugemauert ist. Durch diese Tür betrat früher der Pfarrer die Kirche und bei Beerdigungen wurde der Sarg dort hinausgetragen. Das Chorgestühl der Kirche wurde im 16. Jahrhundert gefertigt. Die Miserikordien sind mit Schnitzereien von Blumen und Früchten geschmückt.

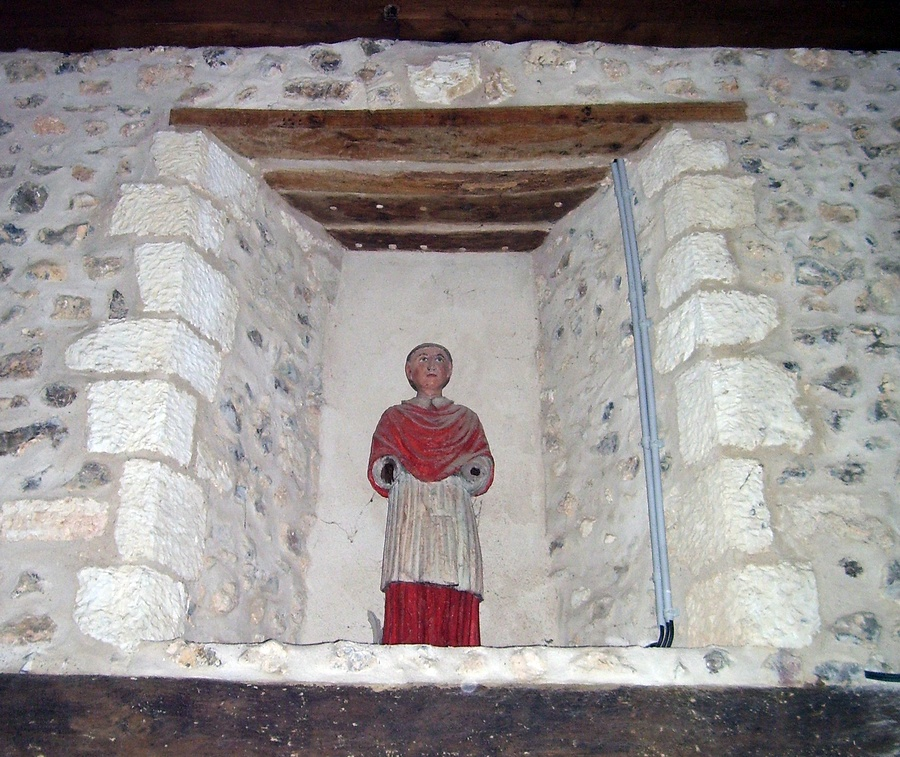
Statue des Karl Borromäus

Nach dem Konzil von Trient (1545–1563) wurde das Innere der Kirche umgestaltet, um eine bessere Evangelisation durch bessere Kenntnis des christlichen Glaubens zu erreichen. Taufen und Beichten durften nur noch im Kirchenschiff abgehalten werden, denn es repräsentierte den reuigen, büßenden Aspekt der Römisch-katholischen Kirche. Der Chor repräsentierte die triumphierende Kirche, den Himmel, deshalb wurden dort die Statuen der Heiligen aufgestellt. Karl Borromäus galt als „moderner Heiliger“ und sein Kult wurde gefördert. Der Triumphbalken erinnerte daran, dass die Gläubigen nur durch Jesus Christus den Chor, beziehungsweise den Himmel erreichen können. In Bazoques wurden die Veränderungen erst im 17. und 18. Jahrhundert umgesetzt.
Der Chor wurde im 17. Jahrhundert umgebaut, das Strebewerk aus Travertin blieb dabei erhalten. Der Chor endet in einer dreiteiligen Apsis. Das Kirchenschiff wurde im 18. Jahrhundert umgebaut. 1865 fand man bei Reparaturarbeiten an den Mauern des Kirchenschiffs sogenannte vases acoustiques, mittelalterliche Tongefäße, deren Öffnung am Putz liegt. Ihre Funktion ist unbekannt. Das Kruzifix auf dem Triumphbalken stammt aus dem Ende des 16. oder Beginn des 17. Jahrhunderts. Der Portalvorbau wurde 1898 komplett erneuert. Der Kirchturm ist mit Schiefer gedeckt und beherbergt zwei Glocken. Die ältere Glocke wurde 1789 von La Villette in Lisieux gegossen und ist als Monument historique (‚historisches Denkmal‘) klassifiziert. Sie wurde laut ihrer Inschrift von Louis François de Livet gestiftet. Die zweite Glocke wurde 1869 gegossen.

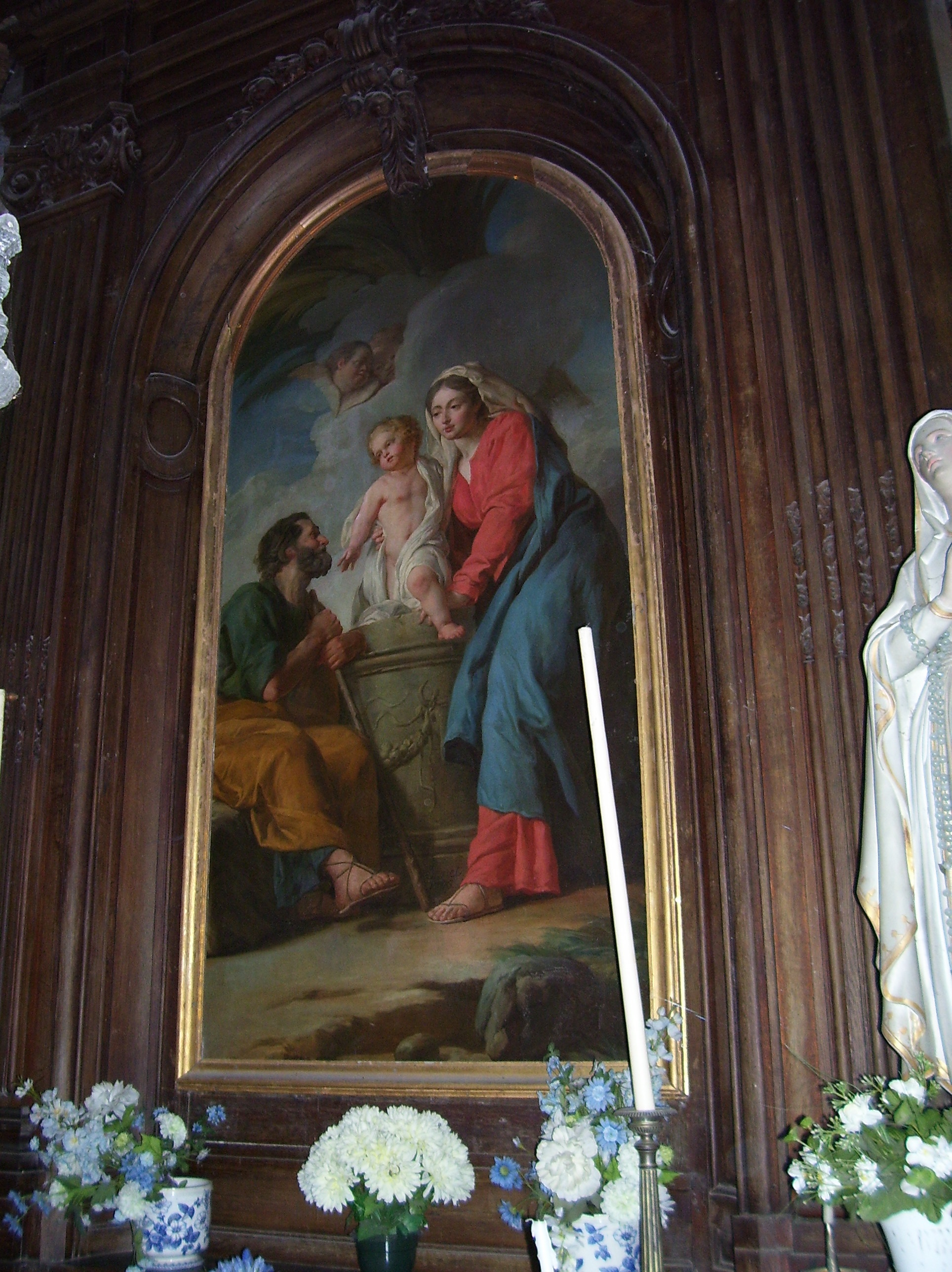
Der linke Seitenaltar mit der „Heiligen Familie“ von Nicolas-Guy Brenet

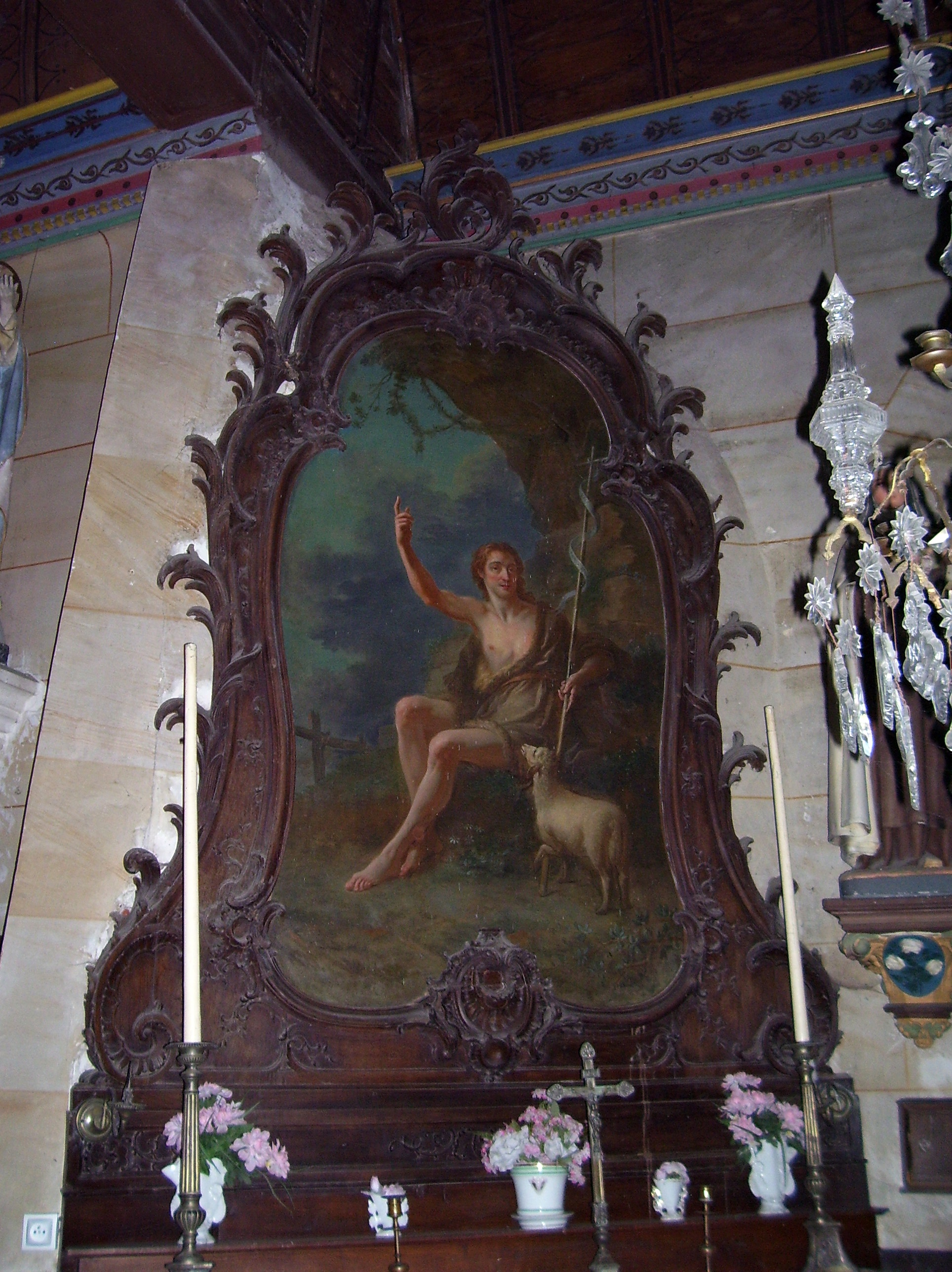
Der rechte Seitenaltar mit einem Gemälde, das Johannes den Täufer als Kind darstellt

Die Seitenaltäre stammen aus der ehemaligen Kapelle Caudecotte und wurden 1859 in die Kirche gebracht. Sie bestehen aus im Stil der Renaissance geschnitztem Holz und sind der Jungfrau Maria und dem lokalen Heiligen Ortarius von Landelle (†580) gewidmet. Im Zentrum der Altarretabel befindet sich jeweils ein Gemälde von Nicolas-Guy Brenet (1728–1792), das als Monument historique eingestuft ist. Das linke Gemälde stellt die Heilige Familie dar. Es wurde 1776 erstellt und 1990 restauriert. Das rechte Gemälde zeigt Johannes den Täufer. Zwei weitere Gemälde von Brenet und ein Marienaltar wurden 1804 vom damaligen Pfarrer der Gemeinde gekauft. Die Werke stammten aus dem Kartäuserkloster in Gaillon. Die Gemälde stellen Johannes den Täufer und Karl Borromäus dar. Der Marienaltar ist nicht erhalten.
Drei Statuen, der Tabernakel, Hochaltar und Adlerpult sind in das Zusatzverzeichnis der Monuments historiques eingetragen. Zwei der Statuen stammen aus dem 17. Jahrhundert und stellen den Heiligen Karl Borromäus beziehungsweise Ortarius von Landelle dar, die dritte Statue stammt aus dem 18. Jahrhundert und zeigt Martin von Tours. Der Tabernakel wurde im 18. Jahrhundert hergestellt und ist reich verziert. Er war ursprünglich mit Statuetten geschmückt, die verloren gegangen sind. Hochaltar und Adlerpult stammen ebenfalls aus dem 18. Jahrhundert. Die Eibe auf dem Friedhof an der Kirche wurde 1926 offiziell als Site classé (‚Naturdenkmal‘) eingestuft.

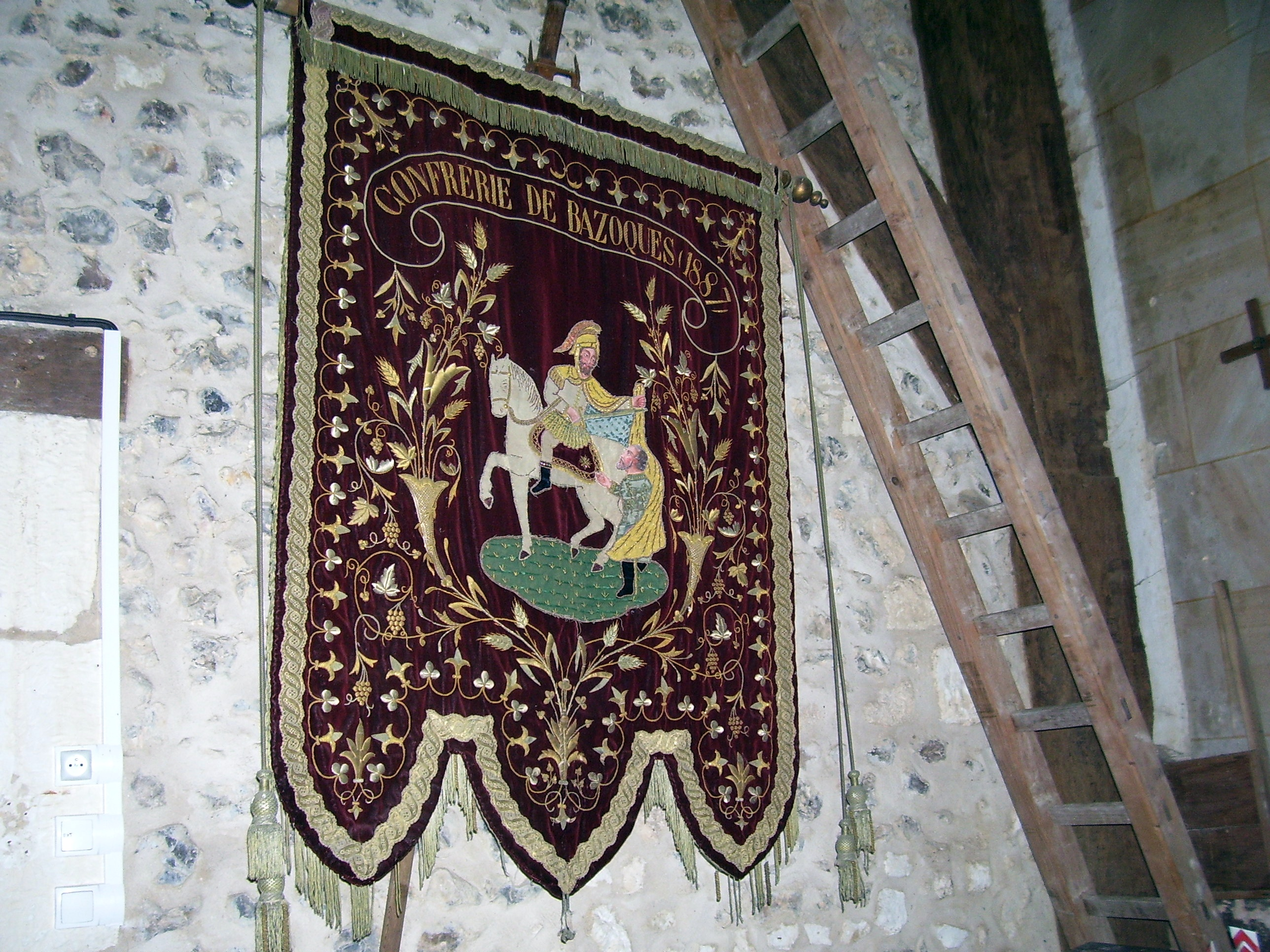
Banner der Bruderschaft von 1887

Der Heilige Ortarius von Landelle wurde in Bazoques besonders verehrt. Die Kirche Saint-Martin war eine Pilgerstätte dieses Heiligen, besaß aber keine Reliquien. 1744 wurde ein Kirchenfenster erworben, das den Heiligen Ortarius darstellte. Es ist nicht erhalten. Im 17. Jahrhundert gab es eine Confrérie de charité (‚Bruderschaft der Barmherzigkeit‘) in Bazoques, deren Schutzpatron der Heilige Ortarius war. Diese Bruderschaft wurde durch die Französische Revolution aufgelöst. 1887 wurde eine neue Bruderschaft gegründet, deren Schutzpatron Martin von Tours war. Heute gibt es keine Confrérie de charité in Bazoques mehr.
Bazoques gehört zur römisch-katholischen Gemeinschaft Communauté de Giverville, die Teil der Pfarrei Montgeoly des Bistums Évreux ist.

## Wirtschaft und Infrastruktur

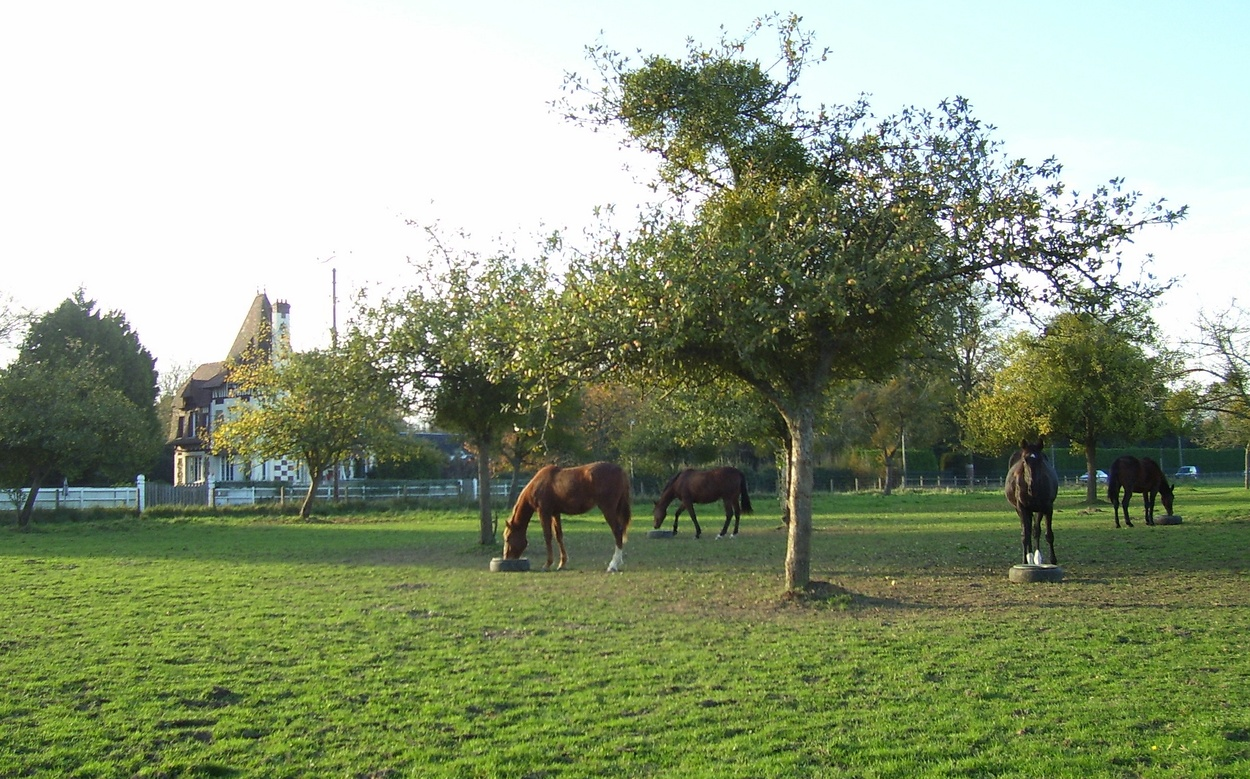
Pferde unter Apfelbäumen an der D834

Die erste Schule in Bazoques wurde 1813 gegründet. Ab 1844 teilten sich Bazoques und Giverville eine Primarschule. 1855 verkauften die Gemeinden das Schulhaus. 1952 wurde eine neue Mairie (‚Bürgermeisterei‘) erbaut, deren Gebäude auch die neue Schule beherbergte. Heute gehört sie zu einem Schulprojekt, an dem sich die Gemeinden Boissy-Lamberville, Giverville und Le Theil-Nolent beteiligen.
Bazoques ist eine ländliche Gemeinde, Landwirtschaft ist immer noch ein wichtiger Erwerbszweig. Im 19. Jahrhundert wurde besonders Getreide und Lein angebaut. Die Apfelplantagen hatten eine Länge von 10.000 Fuß. Die Äpfel wurden zu Cidre verarbeitet. Außerdem wurden Stoffe und Kleidungsstücke hergestellt. Im Jahr 2008 arbeiteten nur 17,8 Prozent der Arbeitnehmer von Bazoques innerhalb der Gemeinde.
Auf dem Gemeindegebiet gelten kontrollierte Herkunftsbezeichnungen (AOC) für Pont-l’Évêque-Käse, Calvados und Pommeau (Pommeau de Normandie) sowie geschützte geographische Angaben (IGP) für Schweinefleisch (Porc de Normandie), Geflügel (Volailles de Normandie) und Cidre (Cidre de Normandie und Cidre normand).
Im Weiler Les Buissons gibt es zwei ländliche Herbergen, die an das Netzwerk Gîtes de France angeschlossen sind und dort mit drei Ähren bewertet werden. Die Gîtes werden einer Klassifikation unterzogen, wobei 1 bis 5 Ähren als Gütezeichen vergeben werden. Direkt an der Départementsstraße gibt es ein Restaurant.

## Persönlichkeiten

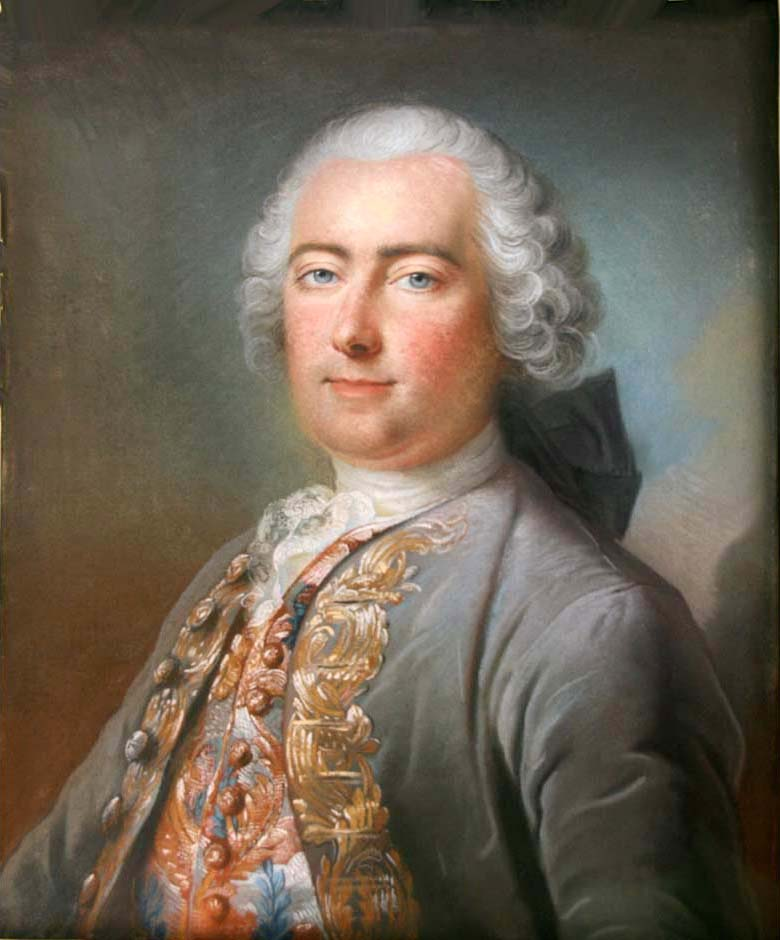
Louis-François de Livet, marquis de Barville 1766

- Louis François de Livet (um 1720–1793/94), Chevalier und Marquis von Barville, war Seigneur und Kirchenpatron von Bazoques und anderen Ortschaften.[23]
- Richard de Bazoques (auch Ricardus de Bazochis, * um 1361), Lehrer an einer Schule in Évreux, Kopist und Autor eines Traktats über Musik.[29][30]